# Alexei Dmitrijewitsch Nalobin
Alexei Dmitrijewitsch Nalobin (russisch Алексей Дмитриевич Налобин, auch: Aleksey Nalobin; * 3. Oktober 1989 in der Sowjetunion) ist ein russischer Volleyballspieler.

## Karriere
Nalobin begann seine Karriere beim russischen Verein ZapGPU-Dinamo in Tschita. Nach einer Station bei Jugra Samotlor Nischnewartowsk folgte der Sprung in die erste russische Liga zu VK Kusbass Kemerowo. In der Saison 2015/16 spielte Nalobin beim VfB Friedrichshafen in der Volleyball-Bundesliga. Anschließend ging er zurück nach Russland zu VK Dynamo Krasnodar. Im Januar 2017 wechselte Nalobin nach Polen zu Effector Kielce.